# Железнодорожная катастрофа в Квинтинсхилле
Железнодорожная катастрофа на разъезде Квинтинсхилл произошла 22 мая 1915 года в Дамфрисшире (Шотландия). Точное число жертв неизвестно, но в результате столкновения трёх поездов и последовавшего пожара погибли более 200 человек. Катастрофа является крупнейшим по числу жертв железнодорожным происшествием в истории Великобритании.
Разъезд Квинтинсхилл находится на перегоне между Глазго и Карлайлом. Во время аварии боковые пути были заняты товарными поездами, а на сквозном пути, идущем на юг, стоял пригородный пассажирский поезд, направлявшийся на север. Первое столкновение произошло, когда воинский эшелон, направлявшийся из Ларберта в Ливерпуль, столкнулся со стоящим пригородным поездом. Минуту спустя с остатками первого крушения столкнулся скоростной поезд, который следовал из Лондона в Глазго по соседнему сквозному пути. Газ из системы освещения деревянных вагонов воинского эшелона загорелся, и начался пожар, который вскоре охватил все пять поездов.
Выжила лишь половина солдат из военного эшелона, причём точное число погибших так и не было установлено, потому что обгорелые останки многих людей с трудом удавалось идентифицировать, а списки солдат сгорели. По официальным данным число погибших составило 227 человек: 215 солдат, 9 пассажиров и три железнодорожника.
Солдаты были похоронены вместе в братской могиле, на которой ежегодно проводится поминальная служба.
Официальное расследование, проведённое 17 июня 1915 года, установило, что причиной столкновения являлось халатное отношение к своим обязанностям двух диспетчеров. Обоих обвинили в непредумышленном убийстве и приговорили к заключению. Уже в 1916 году их освободили и снова приняли на работу в железнодорожную компанию.

## Предпосылки
Катастрофа произошла на удалённой от крупных населённых пунктов станции (ближайшее поселение находилось более чем в 2 км к югу) почти на границе Англии и Шотландии. Здесь вдоль двухпутной железнодорожной линии, специально для пропуска скоростных и пассажирских составов, были подготовлены ещё два боковых пути.
Основную ответственность за сигнализацию и переключение стрелок нёс начальник станции Гретна, которым в 1915 году был Александр Торберн. Непосредственно на узле дежурил один диспетчер в двухсменном графике. В день катастрофы Джордж Мекин был ночным диспетчером, а Джеймс Тинсли должен был работать в начале дневной смены.
К моменту аварии обычное движение в северном направлении включало в себя пропуск двух пассажирских составов из Лондона в Глазго и Эдинбург, которые отъезжали из Карлайла в 5:50 и 6:05 соответственно. За ними следовал местный пассажирский поезд с остановкой во всех пунктах от Карлайла до Биттока. Этот пригородный поезд отправлялся из Карлайла в 6.10.
В день аварии один из боковых путей в Квинтинсхилле был занят товарным составом. В таких случаях пригородный поезд, чтобы он не задерживал скоростной, перемещали на встречный путь, что не считалось нарушением и происходило многократно (за шесть месяцев до аварии местный поезд подобный манёвр осуществлял 21 раз).

## Катастрофа

Схема движения поездов в день катастрофы.

Авария произошла рано утром 22 мая. Оба ночных экспресса с севера опаздывали, и местный поезд необходимо было остановить в Квинтинсхилле. Однако боковой путь с пяти часов утра был занят грузовым составом.
Всё осложнялось тем, что ожидалось встречное прохождение ещё одного грузового поезда и воинского эшелона.
Диспетчер Джордж Мекин решил направить пригородный пассажирский поезд на встречную главную линию, а встречный грузовой состав на встречную боковую линию. Однако он не смог правильно предупредить об этом манёвре коллег на соседних станциях, чтобы они задержали движение других поездов. Таким образом, пригородный поезд оказался на пути движения воинского эшелона. В это же время встречный грузовой состав с пустыми угольным вагонами занял встречный боковой путь.
В 6 утра Мекина после ночной смены должен был заменить Джеймс Тинсли, который на смену опоздал. Мекин не ушёл, а остался в диспетчерской и спокойно стал читать газету. В будку к дежурным пришли и оба охранника из грузовых составов, и все собравшиеся стали обсуждать новости с фронта.
В 6:38 утра первый из скоростных поездов благополучно прошёл мимо. В 6:47 к узлу быстро начал приближаться воинский эшелон, о котором диспетчеры забыли.

#### Столкновение
Воинский эшелон врезался лоб в лоб в стоящий на его пути пригородный поезд в 6:49 утра. Столкновение не было очень сильным, так как скорость движения оказалась невысока, но многие вагоны сошли с рельсов и перегородили соседний путь, и всего минуту спустя идущий по этому пути второй скоростной поезд врезался в груду обломков. В результате нового столкновения вагоны стали сходить с рельсов и врезаться в товарные вагоны на боковых путях. В 6:53 Тинсли послал экстренный сигнал на соседние станции, чтобы остановить всё движение.

#### Пожар
В результате самих столкновений число погибших судя, по всему, было невелико, причём хуже всего пришлось солдатам, так как их жёсткие нары стали источником травм в большей степени, чем мягкие сиденья пассажирских поездов, но очень быстро разгорелся пожар. В эшелоне использовались устаревшие цельнодеревянные и потому очень хрупкие вагоны, которые вдобавок освещались газом, в то время как вагоны пассажирских поездов имели более прочные стальные рамы.
Из-за аварии двери большинства вагонов эшелона заклинило, а узкие зарешёченные окна не позволяли выбраться наружу. Всего воинский эшелон состоял из 21 вагона, из которых уцелело лишь шесть, которые при столкновении оторвались и откатились назад. Ни в вагонах, ни на станции не имелось достаточно воды, и тушить разгоравшееся пламя было нечем. В итоге пожар продолжался много часов, в том числе полностью выгорел уголь из тендеров локомотивов.

#### Спасательные работы
Среди первых спасателей, прибывших на место происшествия, были местные фермеры, которые услышали грохот и увидели столбы пламени. Позднее приехали и пожарные. Множество пылающих вагонов к тому времени превратилось в огромный костёр, и эффективно бороться с пламенем (хотя бы растаскивая вагоны) не представлялось возможным.

## Последствия

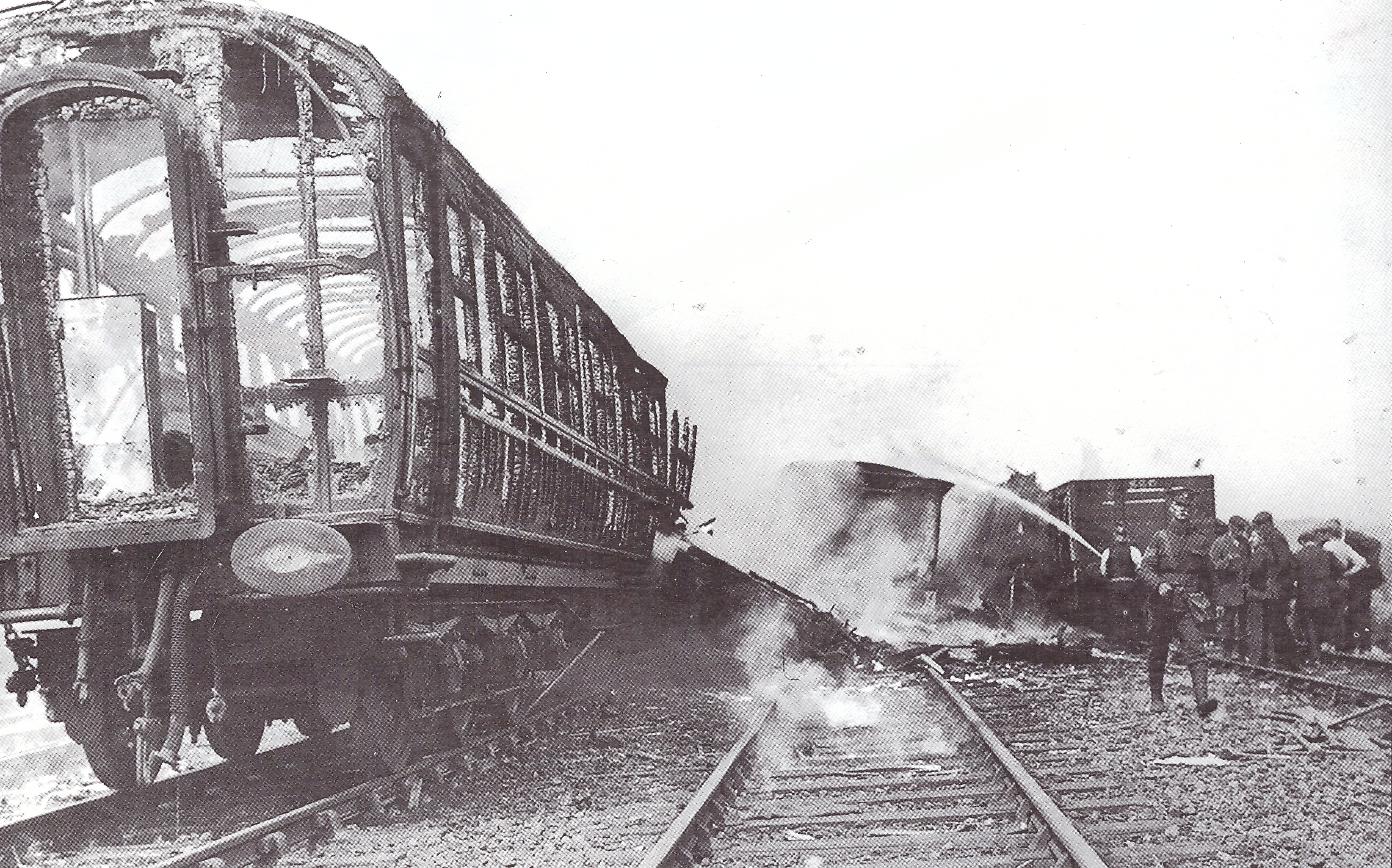
Остов сгоревшего после катастрофы вагона.

Первоначально никто не мог поверить, что счёт жертвам пойдёт на сотни. Однако по мере разбора завалов были обнаружены десятки обугленных трупов, кроме того насчитали более двухсот раненых. На следующий день стало ясно, что произошла крупнейшая катастрофа в истории Британии.
Сочувствие пострадавшим и семьям погибших выразил король Англии Георг V.
Найденные останки привезли на одну из близлежащих ферм и похоронили в братской могиле.
Всего удалось опознать 83 тела. Ещё 82 трупа не были идентифицированы, ещё 50 жертв пришлось считать пропавшими без вести, так как их тела не были обнаружены.
Согласно данным специальной комиссии в общей сложности погибло 226 человек, а ещё 246 получили ранения. В подавляющем большинстве это были солдаты, кроме того погибли машинисты паровозов и несколько пассажиров.
Отдельную загадку представляли четыре тела, которые из-за маленького размера выглядели как детские, но никто не заявлял о пропаже детей.

## Расследование
Специальная комиссия выяснила, что работа диспетчеров слабо контролировалась. Они регулярно опаздывали на свою смену, часто отвлекались на посторонние дела, плохо помнили инструкции и бывали невнимательны. Руководство железнодорожной компании объясняло всё это трудностями военного времени, когда лучшие служащие воевали на фронтах Первой мировой войны в частях Антанты, поэтому приходилось брать на работу не самых надёжных сотрудников, нередко тех, кто был попросту признан непригодным к службе в действующей армии.
Дополнительной проблемой в день катастрофы оказалась компания, которая собралась в будке диспетчеров, где было тепло и можно было согреть чай. В результате посторонние люди отвлекали диспетчера разговорами, и он забыл о своих обязанностях.

## Необычные обстоятельства
- Авария произошла на территории Шотландии, но так как многие раненые проходили лечение в близлежащих селениях Англии, то к расследованию должны были подключиться английские полицейские. При этом законодательства Шотландии и Англии в ряде вопросов серьёзно различались, в частности, в случае непредумышленного убийства. Это очень облегчило работу адвокатов, которые защищали провинившихся диспетчеров.
- Само количество пострадавших привело к тому, что результаты расследования заняли тысячи страниц.
- Так как катастрофа произошла во время войны, а большинство погибших оказались солдатами, то у многих появилось подозрение, что это была диверсия. В атмосфере шпиономании обыватели охотно верили слухам о коварных немецких лазутчиках, которые проникли в Британию и готовят жуткие теракты.

## Память
- Наряду с мемориалом на кладбище Роузбэнк около места катастрофы, имеется памятная доска на железнодорожной станции Ларберта, откуда призывались многие солдаты.
- В 1995 году памятный знак установили к югу от места происшествия. Второй находится на Черноморском мосту, к западу, он появился в сентябре 2010 года.
- Мемориал неизвестным детям создали в Глазго в 2011 году.
- В церкви Св. Анны в Портси (Хэмпшир), также есть памятник погибшему в результате несчастного случая лейтенанту.
- Ежегодные поминальные службы проводятся на кладбище Роузбэнк.

## Схожие происшествия
Катастрофа была не единственным случаем, когда виновниками происшествия становились сигнальщики или диспетчеры. Среди схожих происшествий:
- Крушение в Велвинском тоннеле[англ.] (1866)
- Крушение в Тирске[англ.] (1892)
- Железнодорожная катастрофа у Хоуз-Джанкшен[англ.] — сигналист забыл о присутствии на линии легких локомотивов (1910)
- Железнодорожная катастрофа в Клейтонском тоннеле — не соблюдались интервалы движения поездов (1861)
- Уинвикская катастрофа[англ.] (1934)